# V ulicích San Francisca
V ulicích San Francisca (v anglickém originále The Streets of San Francisco) je americký televizní krimi seriál, který se natáčel v San Francisku a vznikal v produkci Quinn Martin Productions a Warner Bros. Television (pouze pro první sezonu).
V hlavních rolích dvou inspektorů se představili Karl Malden a Michael Douglas. Seriál byl vysílán mezi lety 1972 a 1977 na ABC a obsahoval 119 šedesátiminutových epizod. Douglas na začátku závěrečné sezony seriál opustil a nahradil ho Richard Hatch.
Seriál odstartoval pilotním filmem stejného názvu (natočeného na motivy detektivního románu Poor, Poor Ophelia od Carolyn Westonové) týden před debutem prvního dílu. Edward Hume, který k pilotnímu filmu napsal scénář, byl připsán jako tvůrce seriálu. V hostujících rolích se ve filmu objevili Robert Wagner, Tom Bosley a Kim Darbyová.

## Obsazení
| Karl Malden     | poručík Mike Stone                             |
| Michael Douglas | inspektor Steve Keller (1.–4. řada)            |
| Richard Hatch   | inspektor Dan Robbins (5. řada)                |
| Darleen Carrová | Jeannie Stoneová                               |
| Fred Sadoff     | doktor Lenny Murchison                         |
| Lee Harris      | inspektor Lee Lessing (1. řada)                |
| Vic Tayback     | inspektor Norm Haseejian (1. řada)             |
| Norman Alden    | inspektor Dan Healy (1. řada)                  |
| Ray K. Goman    | důstojník Vic Briles (1. řada)                 |
| Tim O'Connor    | poručík / kapitán Roy Devitt (1.–3. řada)      |
| Robert F. Simon | kapitán Rudy Olson (1.–4. řada)                |
| Hari Rhodes     | laboratorní technik Floyd Marsden (1.–4. řada) |
| Reuben Collins  | inspektor Bill Tanner (2.–5. řada)             |
| John Kerr       | státní návladní Gerald O'Brien (2.–5. řada)    |
| Art Passarella  | seržant Art Sekulovich (3.–5. řada)            |
| Ward Costello   | kapitán Roy Devitt (5. řada)                   |